# Chất phản dinh dưỡng

Axit phytic (khử proton phytate anion trong hình) là một chất phản dinh dưỡng gây cản trở sự hấp thụ khoáng chất từ chế độ ăn uống.

Chất phản dinh dưỡng hay chất chống dinh dưỡng là những hợp chất tự nhiên hoặc tổng hợp gây cản trở quá trình hấp thụ chất dinh dưỡng. Các nghiên cứu về dinh dưỡng tập trung vào các chất chống độc này thường được tìm thấy trong các nguồn thực phẩm và đồ uống.

## Ví dụ
Axit phytic có ái lực liên kết mạnh với các khoáng chất như calci, magiê, sắt, đồng và kẽm. Điều này dẫn đến kết tủa, làm cho các khoáng chất không có sẵn gây giảm hấp thụ trong ống tiêu hóa. Axit phytic phổ biến trong vỏ của các loại hạt, hạt và ngũ cốc và có tầm quan trọng lớn trong dinh dưỡng động vật nông nghiệp và phú dưỡng thông minh do phức chất vòng càng sắt (chelation) và phosphat liên kết thải ra môi trường. Không cần sử dụng xay (miling) để giảm phytate (mà còn chất dinh dưỡng), lượng axit phytic thường giảm trong thức ăn chăn nuôi bằng cách thêm loại phytase axit histidine vào chúng.
Chất ức chế protease là những chất ức chế hoạt động của trypsin, pepsin và các protease khác trong ruột, ngăn chặn quá trình tiêu hóa và hấp thụ protein sau đó. Ví dụ, chất ức chế trypsin Bowman-Birk được tìm thấy trong đậu nành.
Chất ức chế lipase can thiệp vào các enzyme, như họ lipase tụy ở người, xúc tác quá trình thủy phân một số lipid, bao gồm cả chất béo. Ví dụ, thuốc chống béo phì orlistat làm cho một tỷ lệ chất béo đi qua đường tiêu hóa khó tiêu.
Chất ức chế amylase ngăn chặn hoạt động của các enzyme phá vỡ liên kết glycosid của tinh bột và carbohydrate phức tạp khác, ngăn chặn sự giải phóng các loại đường đơn giản và sự hấp thụ của cơ thể. Các chất ức chế amylase, như chất ức chế lipase, đã được sử dụng như một chất hỗ trợ chế độ ăn uống và điều trị béo phì. Chất ức chế amylase có trong nhiều loại đậu; Các chất ức chế amylase có bán trên thị trường được chiết xuất từ đậu thận.
Axit oxalic và oxalate có trong nhiều loại thực vật và với số lượng đáng kể đặc biệt là đại hoàng, trà, rau bina, rau mùi tây và rau răm. Oxalate liên kết với calci và ngăn chặn sự hấp thụ của nó trong cơ thể con người.
Glucosinolate ngăn chặn sự hấp thu iod, ảnh hưởng đến chức năng của tuyến giáp và do đó được coi là bệnh bướu cổ. Chúng được tìm thấy trong các loại thực vật như bông cải xanh, cải brussels, bắp cải, cải bẹ xanh, củ cải và súp lơ.
Hấp thụ quá nhiều chất dinh dưỡng cần thiết cũng có thể khiến chúng có tác dụng chống dinh dưỡng. Ăn quá nhiều chất xơ có thể làm giảm thời gian vận chuyển qua ruột đến mức độ mà các chất dinh dưỡng khác không thể được hấp thụ. Tuy nhiên, tác dụng này thường không được thấy trong thực tế và việc giảm các khoáng chất hấp thụ có thể được quy cho chủ yếu là các axit phytic trong thực phẩm dạng sợi. Thực phẩm giàu calci ăn cùng với thực phẩm chứa sắt có thể làm giảm sự hấp thu sắt thông qua cơ chế không rõ ràng liên quan đến protein vận chuyển sắt hDMT1, mà calci có thể ức chế.
Một số protein cũng có thể là chất chống dinh dưỡng, chẳng hạn như chất ức chế trypsin và lectin có trong legume. Các chất ức chế enzyme này can thiệp vào tiêu hóa. Avidin là một chất phản dinh dưỡng được tìm thấy ở dạng hoạt động trong lòng trắng trứng sống. Nó liên kết rất chặt với biodin (vitamin B7) và có thể gây thiếu hụt B7 ở động vật, cả ở người.
Dạng phổ biến của các chất phản dinh dưỡng là flavonoid, là một nhóm các hợp chất polyphenolic bao gồm tannin. Các hợp chất này tạo thành một phức chất vòng càng với các kim loại như sắt và kẽm và làm giảm sự hấp thụ các chất dinh dưỡng này, mà chúng cũng ức chế các enzyme tiêu hóa và cũng có thể kết tủa protein.
Saponin trong thực vật có thể phục vụ như chất chống thực (antifeedant) và có thể được phân loại là chất chống dinh dưỡng.

## Tồn tại
Chất phản dinh dưỡng được tìm thấy ở một mức độ nào đó trong hầu hết các loại thực phẩm vì nhiều lý do. Tuy nhiên, mức độ của chúng bị giảm trong các loại cây trồng hiện đại, có lẽ là kết quả của quá trình thuần hóa. Hiện tại khả năng tồn tại để loại bỏ hoàn toàn chất chống độc bằng kỹ thuật di truyền;nhưng, vì các hợp chất này cũng có thể có tác dụng có lợi, việc chỉnh sửa gen như vậy có thể làm cho thực phẩm bổ dưỡng hơn nhưng không cải thiện sức khỏe của mọi người.

### Phương pháp giảm
Nhiều phương pháp chế biến thực phẩm truyền thống như lên men, nấu ăn và mạch nha hóa (malting) làm tăng chất lượng dinh dưỡng của thực phẩm thực vật thông qua việc giảm một số chất chống độc như axit phytic, polyphenol và axit oxalic. Một ví dụ quan trọng của quá trình chế biến như vậy là quá trình lên men của sắn để sản xuất bột sắn: quá trình lên men này làm giảm mức độ của cả độc tố và chất chống độc trong củ. Phương pháp chế biến như vậy được sử dụng rộng rãi trong các xã hội nơi ngũ cốc và các loại đậu là một phần chính của chế độ ăn kiêng.